# Anybody (Movin’ On)
Anybody (Movin‘ On) ist ein im Jahr 1995 veröffentlichtes Lied der deutschen Eurodance-Band Masterboy. Es ist die zweite Singleauskopplung aus dem Album Generation of Love – The Album.

## Entstehung und Veröffentlichung
Die Single wurde von Beatrix Delgado eingesungen und von Tommy Schleh gerappt. Die Musik wurde von Delgado, Schleh und Zabler komponiert, der Text von Schleh, Luke Skywalker (Lucas Cordalis) und Zabler geschrieben. Produzenten waren Masterboy selbst als „Masterboy Beat Production“. Es ist nach Generation of Love die zweite Singleauskopplung aus dem Album Generation of Love – The Album.

## Charts und Chartplatzierungen
| ChartsChartplatzierungen | Höchstplatzierung | Wochen |
| ------------------------ | ----------------- | ------ |
| Deutschland (GfK)        | 26 (12 Wo.)       | 12     |
| Österreich (Ö3)          | 20 (10 Wo.)       | 10     |
| Schweiz (IFPI)           | 29 (9 Wo.)        | 9      |